# Diana Dondoe
 (novembre 2018).
Si vous disposez d'ouvrages ou d'articles de référence ou si vous connaissez des sites web de qualité traitant du thème abordé ici, merci de compléter l'article en donnant les références utiles à sa vérifiabilité et en les liant à la section « Notes et références ».
Diana Dondoe, née le 22 décembre 1982 à Craiova, est une top model roumaine.
Elle a fait des études dans un lycée bilingue français-roumain de Craiova. Elle devint mannequin à dix-sept ans, tout en poursuivant des études de journalisme à l'Université de Sibiu. Son agent la persuada d'aller s'installer à Paris. Inscrite en licence d'anglais à l'Université de Créteil, elle fut rapidement remarquée. Une carrière internationale s'est ouverte devant elle. Depuis 2002, elle a régulièrement posé pour les couvertures de magazines tels que Elle, Vogue, Flair et défilé pour Chanel, Prada, Céline, Jean-Paul Gaultier, La Perla ou Balenciaga. Elle vit à Paris avec son compagnon l'acteur français Xavier Lemaître.

## Agences
- Louisa Models
- Fotogen Model Agency
- PS Model Management
- Why Not Model Agency
- 1st Option Model Management
- IMG Models - New York
- Satoru Japan Inc
- MY Model Management